# Benton (Kentucky)
Benton é uma cidade localizada no estado americano de Kentucky, no Condado de Marshall.

## Demografia
Segundo o censo americano de 2000, a sua população era de 4197 habitantes. 
Em 2006, foi estimada uma população de 4387, um aumento de 190 (4.5%).

## Geografia
De acordo com o United States Census Bureau tem uma área de 
10,2 km², dos quais 10,2 km² cobertos por terra e 0,0 km² cobertos por água.

## Localidades na vizinhança
O diagrama seguinte representa as localidades num raio de 28 km ao redor de Benton. 